# Götski prekop
Götski kanal (švedsko Göta kanal) je švedski prekop, zgrajen v začetku 19. stoletja. Prekop je dolg 190 km, od tega je bilo 87 km izkopanih ali razstreljenih, širina pa se giblje med 7 in 14 m, največja globina pa je približno 3 m. Hitrost v kanalu je omejena na 5 vozlov.
Götski kanal je del 390 km dolge plovne poti, ki povezuje številna jezera in reke ter zagotavlja pot od Göteborga na zahodni obali do Söderköpinga ob Baltskem morju prek prekopa Trollhätte in reke Göta älv, skozi veliki jezeri Vänern in Vättern. Ta plovna pot je dobila ime Švedski modri trak (švedsko Sveriges blå band). V nasprotju s splošnim prepričanjem ni pravilno, da bi to vodno pot obravnavali kot nekakšen večji Götski prekop: prekop Trollhätte in Götski kanal sta popolnoma ločeni entiteti.

## Zgodovina
Zamisel o prekopu čez južno Švedsko je prvič predstavil že leta 1516 Hans Brask, škof iz Linköpinga. Vendar pa je Braskove predloge šele na začetku 19. stoletja uresničil Baltzar von Platen, nekdanji častnik švedske mornarice nemškega rodu. Organiziral je projekt in pridobil potrebno finančno in politično podporo. Njegovi načrti so pritegnili navdušeno podporo vlade in novega kralja Karla XIII., ki je v prekopu videl način za začetek modernizacije Švedske. Sam von Platen je leta 1806 hvalil modernizacijske prednosti prekopa in trdil, da bi rudarstvo, kmetijstvo in druge industrije imele koristi od »plovne poti skozi državo«.
Projekt je bil odprt 11. aprila 1810 s proračunom 24 milijonov švedskih riksdalerjev. Bil je daleč največji gradbeni inženirski projekt, ki je bil do takrat izveden na Švedskem, saj je zahteval 22 let truda več kot 58.000 delavcev. Veliko strokovnega znanja in opreme je bilo treba pridobiti iz tujine, zlasti iz Velike Britanije, katere sistem prekopov je bil takrat najnaprednejši na svetu. Škotski gradbeni inženir Thomas Telford, znan po svoji zasnovi Kaledonskega prekopa na Škotskem, je razvil začetne načrte za prekop in leta 1810 odpotoval na Švedsko, da bi nadzoroval nekatera zgodnja dela na trasi. Za pomoč pri projektu so uvozili številne druge britanske inženirje in obrtnike, skupaj z znatnimi količinami opreme - celo na videz vsakdanjih predmetov, kot so kramp, lopate in samokolnice.
Götski prekop je bil uradno odprt 26. septembra 1832. Von Platen sam ni dočakal dokončanja prekopa, saj je umrl malo pred njegovim odprtjem. Vendar donosnost naložbe v prekop ni izpolnila upov vlade. Prvotni razlogi škofa Hansa Braska za gradnjo prekopa so bili obremenjujoči davek na prehod preliva, ki ga je Danska in Norveška naložila vsem plovilom, ki so pluli skozi ozek preliv Øresund med Švedsko in Dansko, ter težave s Hanzeatsko ligo. Prekop je plovilom, ki so potovala v Baltsko morje ali iz njega, omogočil, da so obšla Øresund in se tako izognila danski cestnini. Leta 1851 je tajkun André Oscar Wallenberg ustanovil Družbo za tranzitni promet parnikov po švedskem prekopu, da bi prevažala blago iz Anglije v Rusijo po prekopu. Vendar je  opravil le dve vožnji med Sankt Peterburgom in Hullom prek Motale, preden je krimska vojna ustavila anglo-rusko trgovino. Po koncu vojne so velike sile prisilile Dansko, da je končala štiristoletno tradicijo Øresundskih dajatev, s čimer so naenkrat odpravile uporabnost prekopa kot alternative Øresundu.
Zapornica pri Lilla Edet, zgrajena leta 1916, je bila zadnja zapornica na poti proti zahodu. Prvotna zapornica je bila odprta leta 1607 in je bila prva zapornica na Švedskem.
Prihod železnice leta 1855 je prekop hitro naredil odvečen, saj so vlaki lahko veliko hitreje prevažali potnike in blago in jih ni bilo treba zapreti s prihodom zime, zaradi česar je bil prekop pet mesecev v letu neprehoden. Do 1870-ih se je tovorni promet po prekopu zmanjšal na le tri glavne vrste razsutega blaga – gozdne proizvode, premog in rudo, od katerih nobeno ni zahtevalo hitrega prevoza. Obseg prometa je po tem stagniral in si ni nikoli več opomogel.
Prekop je imel eno pomembno industrijsko zapuščino v obliki Motala Verkstad - tovarne, ustanovljene v Motali za proizvodnjo strojev, kot so žerjavi in parni bagri, ki so bili potrebni za gradnjo prekopa. Ta obrat se včasih imenuje »zibelka švedske inženirske industrije«. Po odprtju prekopa se je Motala Verkstad osredotočila na proizvodnjo opreme, lokomotiv in železniškega voznega parka za novozgrajene železnice, s čimer se je začela tradicija železniškega inženirstva, ki se nadaljuje še danes v obliki AB Svenska Järnvägsverkstädernas Aeroplanavdelning (ASJA), ki ga je kupil proizvajalec letal SAAB v Linköpingu.

## Opis
Danes se prekop uporablja predvsem kot turistična in rekreacijska atrakcija. Vsako leto ga obišče približno dva milijona ljudi na križarjenjih – bodisi na lastnih čolnih bodisi na eni od številnih križarjenj – in s tem povezanih dejavnostih. Kanal včasih ironično imenujejo »ločitveni jarek« (švedsko skilsmässodiket) zaradi težav, ki jih morajo prestajati neizkušeni pari, ko poskušajo sami krmariti po ozkem kanalu in številnih zapornicah.

### Zapornice
Prekop ima 58 zapornic in lahko sprejme plovila do 30 m dolžine, 7 m širine in 2,8 m ugreza.
Od vzhodne obale Švedske do jezera Vättern je 21 zapornic in 88 m višinske razlike, v nadaljevanju je še 13 zapornic; za jezerom Vänern (44 m nadmorske višine) je prekop Trollhätte do Göteborga in zahodne obale Švedske.